# 수하팔부
수하팔부(手下八部)는 《삼국지연의》에 나오는 말로 서량(西涼)의 군벌인 한수(韓遂) 수하의 여덟 명의 맹장을 가리키는 말이다. 흔히 기본팔기(旗本八旗)라고 하나, 이는 일본에서 번안한 단어로 《삼국지연의(三國志演義)》 원문에 따르면 수하팔부가 옳다.

## 보기

### 오해
수하팔부와 관중십장은 포함된 인물들은 비슷하나, 뜻은 완전히 다르다.

### 명단
양추 (楊秋)
이감 (李堪)
장횡 (張橫)
양흥 (梁興)
정은 (程銀)
마완 (馬玩)
성의 (成宜)
후선 (候選)

## 같이 보기
- 오호대장군
- 관중십장
- 건안칠자
- 오장군
- 십이지장
- 팔건장
- 서원팔교위
- 강하팔준
- 촉한사상
- 망탁조의
- 겐트위한
- 삼조
- 마씨오상
- 사마팔달